# Pausa pro Café
Pausa Pro Café é um programa de televisão, veiculado pelo Canal Brasil e apresentado pelo ator e realizador Humberto Carrão. O programa traz a proposta de revelar os futuros grandes artistas do cenário audiovisual brasileiro, exibindo curtas-metragens universitários de todo o país. No programa, Humberto Carrão encontra com um dos membros da equipe do filme exibido previamente e bate um papo descontraído sobre o trabalho de realização do filme, a repercussão, novos projetos e vida pessoal.

## Sinopse do Programa
Humberto Carrão abre espaço para a exibição de curtas premiados que surgiram nas faculdades do Brasil e revela os futuros grandes artistas do cenário audiovisual brasileiro. Carrão também conversa com as equipes por trás da produção dessas obras.